# Motor V6 PRV
El motor V6 PRV es un motor de combustión interna en configuración V6 que funciona a gasolina, desarrollado conjuntamente por Peugeot, Renault y Volvo, fabricado por Française de Mécanique y que fue vendido desde 1974 hasta 1998.
Gradualmente fue sustituido después de 1994, según otro diseño en conjunto de PSA-Renault, conocido como motor ESL: ES en PSA y L en Renault.

## Historia
En 1966, cuando Peugeot y Renault se juntaron en el desarrollo de componentes, la Compagne Française de Mécanique (Compañía Francesa de Mecánica) fue fundada en 1969. La compañía estaba localizada en Douvrin, Francia y por este motivo los motores que fabricaba eran llamados «Motores Douvrin». En 1971, Volvo también se juntó con las dos marcas francesas y de ahí vino la designación de PRV. La compañía planeaba desarrollar motores V8, pero después decidieron crear los V6 por ser poco ventajosos en términos de ahorro los V8. La crisis de energía hizo que los V8 fuesen inapropiados para el mercado, por eso Renault necesitó un V6 para el Renault 30.
La producción de los V8 comenzó en junio de 1973 y terminó en enero de 1974. Los primeros PRV fueron introducidos oficialmente en octubre de 1974 en los Volvo 264. Desde entonces PRV V6 fueron después introducidos en cinco modelos diferentes hasta finales de 1975.
En 1984, la primera versión turbo en serie apareció en los Renault 25 V6 Turbo. También fue usado en el Renault  Alpine GTA V6 Turbo, lo mismo que en el 25 Turbo con 2458 cm³ (2,5 litros), Renault Alpine A610 y Renault Safrane Biturbo, ambos con 2963 cm³ (3 litros).
Mientras Renault trabajaba en la inducción forzada en el PRV, Peugeot y Citroën estaban desarrollando motores de 3 litros de alta compresión para el Peugeot 605 y el Citroën XM, respectivamente. Ambos tuvieron más tarde una versión de 24 válvulas como opcional.
Venturi Automobiles también comenzó a colaborar en la modificación de los motores PRV. El Atlantique 300 tenía 280 CV (276 HP; 206 kW) y ganó carreras en las 24 Horas de Le Mans con un motor Venturi 600LM de 2975 cm³ (3 litros) biturbo con 24 válvulas, que producía 600 CV (592 HP; 441 kW). En carretera, el Venturi 400 GT producía 408 CV (402 HP; 300 kW).
Volvo empezó a dejar de utilizar el PRV a finales de los años 1980, mientras que los franceses continuaron usándolo hasta 1997. El fabricante DeLorean Motor Company (DMC) también utilizó este mismo V6 en el DMC DeLorean, pero producía 130 HP (132 CV; 97 kW) a causa de las normas estadounidenses anticontaminación. Había versiones europeas cuya potencia rondaba los 170 CV (168 HP; 125 kW), que era la potencia original del PRV usado por DMC, pero se le redujo a 40 HP (29,8 kW) en las versiones para Estados Unidos, debido a las ya mencionadas normas de anticontaminación.
La producción del V6 PRV finalizó el 15 de junio de 1998, con un total de 970 315 unidades.

## Versiones

### 2458cm³ (2,5L)
La versión de 2458 cm³ (2,5 litros), tiene un diámetro de 91 mm (3,58 pulgadas) y una carrera de 63 mm (2,48 pulgadas). Además, están equipados con una distribución de un árbol de levas tipo SOHC con 12 válvulas y una Normativa europea sobre emisiones "Euro 0".
| Código interno | Relación de compresión | Potencia máxima                    | Par máximo                      | Alimentación                                                                  | Aplicaciones                                     |
| -------------- | ---------------------- | ---------------------------------- | ------------------------------- | ----------------------------------------------------------------------------- | ------------------------------------------------ |
| Z7U 702        | 8.6:1                  | 182 CV (180 HP; 134 kW) @ 5500 rpm | 281 N·m (207 lb·pie) @ 3000 rpm | Inyección electrónica Renix, turbo con intercooler                            | Renault 25 V6 Turbo                              |
| Z7U            | 8.6:1                  | 185 CV (182 HP; 136 kW) @ 5500 rpm | 292 N·m (215 lb·pie) @ 2250 rpm | Inyección electrónica AEI Renix, turbo Garrett T3, con convertidor catalítico | Alpine Renault Le Mans                           |
| Z7U            | 8.6:1                  | 200 CV (197 HP; 147 kW) @ 5750 rpm | 290 N·m (214 lb·pie) @ 2500 rpm | Inyección electrónica, turbo                                                  | Venturi Cabriolet 2.5 Transcup Venturi MVS Coupé |
| Z7U            | 8.0:1                  | 210 CV (207 HP; 154 kW) @ 5500 rpm | 290 N·m (214 lb·pie) @ 2500 rpm | Inyección multipunto, turbo Garrett T3, intercooler y convertidor catalítico  | Renault 25 V6 Turbo                              |

### 2664cm³ (2,7L)
La versión de 2664 cm³ (2,7 litros), tiene un diámetro de 88 mm (3,46 pulgadas) y una carrera de 73 mm (2,87 pulgadas), con una distribución tipo SOHC de 12 válvulas. Ninguno cuenta con convertidor catalítico y están catalogados bajo la normativa de anticontaminación "Euro 0".
| Código interno  | Relación de compresión | Potencia máxima                          | Par máximo                      | Alimentación                                                                        | Aplicaciones                   |
| --------------- | ---------------------- | ---------------------------------------- | ------------------------------- | ----------------------------------------------------------------------------------- | ------------------------------ |
| ZM, ZMS         | 8.65:1                 | 136 CV (134 HP; 100 kW) (DIN) @ 5750 rpm | 207 N·m (153 lb·pie) @ 3500 rpm | Dobles carburadores de una garganta Solex 34A TBIA y Solex 35 CEEI de dos gargantas | Peugeot 504, Peugeot 604 SL V6 |
| Z7V             | 8.65:1                 | 131 CV (129 HP; 96 kW) @ 5500 rpm        | 201 N·m (148 lb·pie) @ 2500 rpm | Carburador de una garganta Solex 34 PBITA y Solex 35 CCEI de 2 gargantas            | Renault 30 TS                  |
| Z7V             | 8.65:1                 | 125 CV (123 HP; 92 kW) @ 5000 rpm        | 204 N·m (150 lb·pie) @ 2500 rpm | Carburador de 2 gargantas Weber 38/38 DGAR                                          | Renault 30 TS                  |
| ZM/Z7V          | 8.7:1                  | 125 CV (123 HP; 92 kW) @ 5250 rpm        | 196 N·m (145 lb·pie) @ 3500 rpm | Carburador                                                                          | Volvo 264 DL Volvo 265         |
| ZM/Z7V          | 10.1:1                 | 150 CV (148 HP; 110 kW) @ 6000 rpm       | 204 N·m (150 lb·pie) @ 3500 rpm | Carburador Solex 35CEEI                                                             | Alpine Renault A-310 V6        |
| ZM/Z7V          | 9.5:1                  | 170 CV (168 HP; 125 kW) @ 6000 rpm       | 230 N·m (170 lb·pie) @ 4200 rpm | Carburador Weber                                                                    | Talbot Tagora SX               |
| ZMJ             | 8.65:1                 | 144 CV (142 HP; 106 kW) @ 5500 rpm       | 217 N·m (160 lb·pie) @ 3000 rpm | Inyección Bosch K-Jetronic                                                          | Peugeot 504 Peugeot 604 Ti V6  |
| Z7V 708/709/711 | 9.2:1                  | 144 CV (142 HP; 106 kW) @ 5500 rpm       | 220 N·m (162 lb·pie) @ 3000 rpm | Inyección Bosch K-Jetronic                                                          | Renault 25 V6 Injection        |
| Z7V             | 9.2:1                  | 142 CV (140 HP; 104 kW) @ 5500 rpm       | 219 N·m (162 lb·pie) @ 3000 rpm | Inyección Bosch K-Jetronic                                                          | Renault 30 TX                  |
| ZM Z7V          | 8.7:1                  | 140 CV (138 HP; 103 kW) @ 6000 rpm       | 204 N·m (150 lb·pie) @ 3000 rpm | Inyección Bosch K-Jetronic                                                          | Volvo 264 GL                   |
| ZM Z7V          | 9.5:1                  | 148 CV (146 HP; 109 kW) a 5700 rpm       | 218 N·m (161 lb·pie) @ 3000 rpm | Inyección Bosch K-Jetronic                                                          | Volvo 264 GLE Volvo 262        |

### 2849cm³ (2,8L)
La versión de 2849 cm³ (2,8 litros), cuenta con un diámetro de 91 mm (3,58 pulgadas) y una carrera de 73 mm (2,87 pulgadas). Tiene una distribución tipo SOHC con 12 válvulas.
| Código interno               | Relación de compresión | Potencia máxima                    | Par máximo                      | Alimentación                                                        | Normativa de anticontaminación | Aplicaciones                     |
| ---------------------------- | ---------------------- | ---------------------------------- | ------------------------------- | ------------------------------------------------------------------- | ------------------------------ | -------------------------------- |
| ZN Z7W                       | 8.8:1                  | 129 CV (127 HP; 95 kW) @ 5250 rpm  | 216 N·m (159 lb·pie) @ 3000 rpm | Carburador Zenith                                                   | Euro 0                         | Volvo 264 Volvo 265              |
| ZN Z7W                       | 9.5:1                  | 155 CV (153 HP; 114 kW) @ 5500 rpm | 234 N·m (173 lb·pie) @ 3000 rpm | Inyección mecánica Bosch K-Jetronic                                 | Euro 0                         | Volvo 262 C Volvo 265            |
| ZNJK (Peugeot), B28E (Volvo) | 9.5:1                  | 155 CV (153 HP; 114 kW) @ 5750 rpm | 238 N·m (176 lb·pie) @ 3000 rpm | Inyección mecánica Bosch K-Jetronic                                 | Euro 0                         | Peugeot 604 GTi Volvo 760        |
| Fiat-Lancia 834E.000         | 9.5:1                  | 150 CV (148 HP; 110 kW) @ 5750 rpm | 240 N·m (177 lb·pie) @ 2700 rpm | Inyección mecánica Bosch K-Jetronic                                 | Euro 0                         | Lancia Thema 6 V                 |
| ZN Z7W                       | 8.8:1                  | 130 HP (132 CV; 97 kW) @ 5500 rpm  | 208 N·m (153 lb·pie) @ 2750 rpm | Inyección mecánica Bosch K-Jetronic                                 | Euro 0                         | DMC DeLorean                     |
| ZNJK                         | 10.0:1                 | 166 CV (164 HP; 122 kW) @ 5600 rpm | 235 N·m (173 lb·pie) @ 4250 rpm | Inyección electrónica Bosch LH2-Jetronic                            | Euro 0                         | Peugeot 505                      |
| Z7W 712/713/717              | 9.5:1                  | 153 CV (151 HP; 113 kW) @ 5400 rpm | 230 N·m (170 lb·pie) @ 2500 rpm | Inyección electrónica Bendix, con convertidor catalítico            | Euro 0, Euro 1                 | Renault Espace V6i               |
| B280F                        | 9.5:1                  | 147 CV (145 HP; 108 kW) @ 5100 rpm | 235 N·m (173 lb·pie) @ 3750 rpm | Inyección electrónica Bosch LH-Jetronic, con convertidor catalítico | Euro 0                         | Volvo 780                        |
| ZN Z7W                       | 9.5:1                  | 160 CV (158 HP; 118 kW) @ 5750 rpm | 226 N·m (167 lb·pie) @ 3500 rpm | Dobles carburadores Solex 34TBIA + Solex 35CEEI                     | Euro 0                         | Alpine Renault V6 GT             |
| n/a                          | 8.2:1                  | 260 HP (264 CV; 194 kW) @ 5500 rpm | 431 N·m (318 lb·pie) @ 2000 rpm | Inyección electrónica, turbo Garrett T3 con intercooler             | Euro 0, Euro 1                 | Venturi 2.80 SPC MVS Venturi 260 |

### 2975cm³ (3L)
La primera versión de 2975 cm³ (3 litros), tiene un diámetro de 93 mm (3,66 pulgadas) y una carrera de 73 mm (2,87 pulgadas).
| Código interno  | Distribución     | Relación de compresión | Potencia máxima                    | Par máximo                      | Alimentación                                                                                   | Normativa de anticontaminación | Aplicaciones                             |
| --------------- | ---------------- | ---------------------- | ---------------------------------- | ------------------------------- | ---------------------------------------------------------------------------------------------- | ------------------------------ | ---------------------------------------- |
| ZPJ (SFZ/UFZ)   | SOHC 12 válvulas | 9.5:1                  | 167 CV (165 HP; 123 kW) @ 5600 rpm | 235 N·m (173 lb·pie) @ 4600 rpm | Inyección electrónica Siemens Bendix Fenix 3B, con convertidor catalítico                      | Euro 0, Euro 1                 | Peugeot 605 SV 3.0 Citroën XM            |
| Z7X 721/722/723 | SOHC 12 válvulas | 9.6:1                  | 167 CV (165 HP; 123 kW) @ 5500 rpm | 235 N·m (173 lb·pie) @ 4500 rpm | Inyección electrónica Siemens Bendix Fenix 3B, con convertidor catalítico                      | Euro 1                         | Renault Safrane 3.0 V6                   |
| ZP Z7X          | SOHC 12 válvulas | 9.3:1                  | 152 CV (150 HP; 112 kW) @ 5000 rpm | 232 N·m (171 lb·pie) @ 3600 rpm | Inyección electrónica Bosch K-Jetronic, con convertidor catalítico                             | Euro 0                         | Dodge Monaco V Eagle Premier ES          |
| ZPJ4 (SKZ/UKZ)  | DOHC 24 válvulas | 9.5:1                  | 200 CV (197 HP; 147 kW) @ 6000 rpm | 260 N·m (192 lb·pie) @ 3600 rpm | Inyección electrónica Siemens Bendix-Fenix 4, con convertidor catalítico                       | Euro 0, Euro 1                 | Peugeot 605 Citroën XM V6 24             |
| Z7X 744         | SOHC 12 válvulas | 7.6:1                  | 250 CV (247 HP; 184 kW) @ 5750 rpm | 350 N·m (258 lb·pie) @ 2900 rpm | Inyección electrónica Renix, turbo Garrett T3 con intercooler y convertidor catalítico         | Euro 0, Euro 1                 | Alpine A610                              |
| Z7X 726         | SOHC 12 válvulas | 7.6:1                  | 268 CV (264 HP; 197 kW) @ 5500 rpm | 371 N·m (274 lb·pie) @ 2500 rpm | Inyección electrónica Bendix-Siemens, biturbo KKK K04 con intercooler y convertidor catalítico | Euro 1                         | Renault Safrane Biturbo Citroën XM V6 24 |
| n/a             | SOHC 12 válvulas | 7.3:1                  | 281 HP (285 CV; 210 kW) @ 5300 rpm | 427 N·m (315 lb·pie) @ 2500 rpm | Inyección electrónica Siemens, turbo Garrett con intercooler y convertidor catalítico          | Euro 2                         | MVS Venturi 300 Atlantique               |
| n/a             | DOHC 24 válvulas | 7.3:1                  | 408 CV (402 HP; 300 kW) @ 6000 rpm | 520 N·m (384 lb·pie) @ 4500 rpm | Inyección electrónica EIA+2, biturbo Garrett T2/T25 con intercooler y convertidor catalítico   | Euro 1                         | Venturi 400 GT                           |

### 2963cm³ (3L)
La segunda versión de 2963 cm³ (3 litros), cuenta con un diámetro de 93 mm (3,66 pulgadas) y una carrera de 72,7 mm (2,86 pulgadas). Todos tienen instalado convertidor catalítico.
| Código interno          | Distribución     | Relación de compresión | Potencia máxima                    | Par máximo                      | Alimentación                                                             | Normativa de anticontaminación | Aplicaciones                           |
| ----------------------- | ---------------- | ---------------------- | ---------------------------------- | ------------------------------- | ------------------------------------------------------------------------ | ------------------------------ | -------------------------------------- |
| Z7X 721/722/723/760/765 | SOHC 12 válvulas | 9.6:1                  | 170 CV (168 HP; 125 kW) @ 5500 rpm | 240 N·m (177 lb·pie) @ 4500 rpm | Inyección multipunto                                                     | Euro 2                         | Renault Laguna 3.0i V6 Renault Safrane |
| Z7X 726                 | SOHC 12 válvulas | 7.6:1                  | 268 CV (264 HP; 197 kW) @ 5500 rpm | 371 N·m (274 lb·pie) @ 2500 rpm | Inyección electrónica Bendix-Siemens, biturbo KKK K04, doble intercooler | Euro 1                         | Renault Safrane Biturbo                |
| ZPJ4UK                  | DOHC 24 válvulas | 9.5:1                  | 200 CV (197 HP; 147 kW) @ 6000 rpm | 260 N·m (192 lb·pie) @ 3600 rpm | Inyección electrónica Siemens Bendix Fenix 4                             | Euro 1                         | Peugeot 605 Citroën XM V6 24           |

## Automóviles que han utilizado el V6 PRV

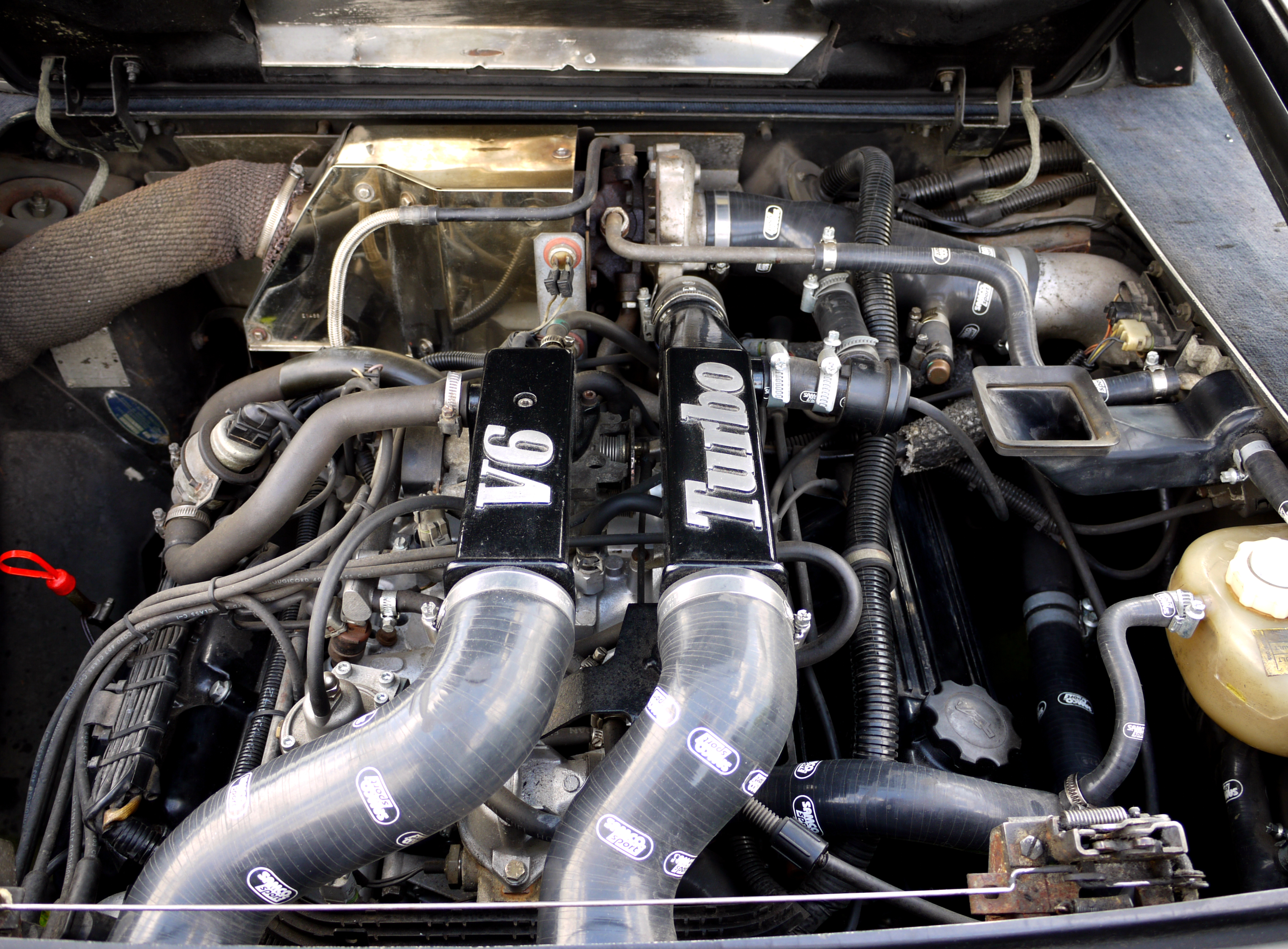
Motor del Renault Alpine GTA 1989, en su versión turbo

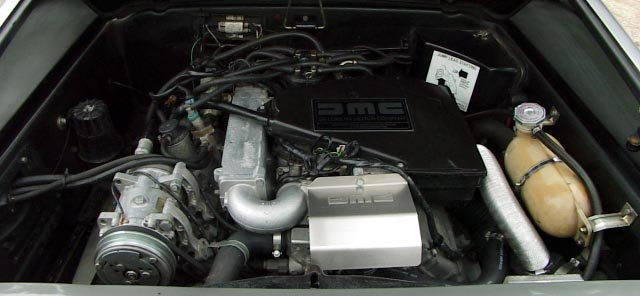
Motor PRV instalado en un DMC DeLorean

Las fechas después de cada enlace indican la introducción del V6 PRV equipado en el modelo.
- Alpine A310 (octubre de 1976)
- Alpine A610 (1991)
- Alpine GT/GTA (1984)
- Citroën XM (1989)
- DMC DeLorean (1981-1982)
- Dodge Monaco (1990-1992)
- Eagle Premier (1988-1992)
- Helem V6
- Lancia Thema (1984)
- Peugeot 504 Coupé/Cabriolet (1974/1975)
- Peugeot 505 (julio de 1986)
- Peugeot 604 (marzo de 1975)
- Peugeot 605 (1989)
- Renault 25 (1984)
- Renault 30 (marzo de 1975)
- Renault Espace (1991)
- Renault Laguna (1994)
- Renault Safrane (1993)
- Talbot Tagora (1980)
- Venturi (todos los modelos desde 1988)
- Volvo 242GLT/6/244GLT/6/245GLT/6 (3 de octubre de 1974)
- Volvo 262/262C/264/265 (3 de octubre de 1974)
- Volvo 760 GLE (febrero de 1982)
- Volvo 780 (1985)

## En competición
- Alpine A310 V6
- Fouquet buggies
- Peugeot 504 V6 Coupé
- Schlesser Original
- Venturi 400 GTR y 600 LM
- UMM Alter II
- VBM 4000 GTC
- WM Peugeot